# Die Straßen von Berlin
Die Straßen von Berlin ("Le strade di Berlino") è una serie televisiva tedesca di genere poliziesco ideata da Wolfgang Limmer e prodotta dal 1995 al 2000 da Novafilm. Interpreti principali sono  Martin Semmelrogge, Dietrich Mattausch, Guntbert Warns, Nadeshda Brennicke e Peter Lohmeyer.
La serie, trasmessa da ProSieben, si compone 4 stagioni per un totale di 22 episodi, della durata di 90 minuti ciascuno. Il primo episodio, intitolato Babuschka, fu trasmesso in prima visione il 13 dicembre 1995; l'ultimo, intitolato Abraxox, fu trasmesso in prima visione il 14 dicembre 2000.

## Trama
Protagonista delle vicende è una squadra di poliziotti di Berlino formata da Hajo Kroll, Tom Geiger, Peter Deroy, Alex Vitalij e Gilbert Mosch. La squadra si occupa in particolare di casi riguardanti il traffico di droga, il traffico di esseri umani, ecc.

## Episodi
| Stagione         | Puntate | Prima TV Germania | Prima TV Italia |
| ---------------- | ------- | ----------------- | --------------- |
| Prima stagione   | 6       | 2012              | inedita         |
| Seconda stagione | 6       | 1998              | inedita         |
| Terza stagione   | 6       | 1998              | inedita         |
| Quarta stagione  | 4       | 2000              | inedita         |